# Mystic Point Torre
Les Mystic Point Torre sont un ensemble de gratte-ciel de logements de 146 mètres de hauteur construit à Panama de 2003 à 2006. 
L'ensemble est composé de deux tours jumelles identiques, la Mystic Point Torre 100 et la Mystic Point Torre 200. Chaque tour abrite 122 logements.
L'architecte est l'agence panaméenne Pinzón Lozano & Asociados Arquitectos qui a conçu de nombreux autres gratte-ciel à Panama
Le promoteur est la société F&F Properties Ltd. Inc.